# Cam Neely
Pour les articles homonymes, voir Neely.
Temple de la renommée : 2005
Cameron Michael Neely, dit Cam Michael Neely, (né le 6 juin 1965 à Comox au Canada) est un ancien joueur professionnel de hockey sur glace qui évoluait au poste d'ailier droit. Il est actuellement président des Bruins de Boston.

## Carrière
Neely fut sélectionné par les Canucks de Vancouver lors du repêchage LNH de 1983. Après trois saisons passées à Vancouver, il fut échangé aux Bruins de Boston contre Barry Pederson. La saison suivante, il montra aux Canucks qu'ils avaient eu tort en menant son équipe avec 36 buts et 72 points.
En mai 1991, au cours de la finale de la conférence Prince de Galles, Neely fut mis en échec durement par Ulf Samuelsson. Ce dernier lui asséna un coup de genou dans la hanche qui le blessa. À cause de cette blessure, il ne put jouer que neuf matchs en 1991-1992 et treize en 1992-1993. Pourtant, au cours de la saison 1993-1994, il revint en force et marqua 50 buts en 44 matchs. Seuls Wayne Gretzky et Mario Lemieux avait réussi aussi bien. Cette saison-là, il remporta, de par sa persévérance, le trophée Bill-Masterton.
Marquer 50 buts en 50 matchs est considéré comme le marque de fabrique des grands buteurs du hockey dans la LNH. Maurice Richard, Mike Bossy, Wayne Gretzky, Brett Hull et Mario Lemieux sont les seuls joueurs à avoir marqué 50 buts en 50 matchs. En 1993-94, Neely marqua son 50e but à son 44e match, cependant, ce record ne fut pas officialisé : en effet, la LNH prend en compte les 50 premiers matchs de la franchise du joueur et non pas les matchs du joueur. Neely marqua son 50e lors du 66e match de son équipe.
Au cours de sa carrière, il fut invité à cinq Matchs des étoiles et nommé dans la deuxième équipe d'étoiles de la LNH en 1987-88, 1989-90, 1990-91 et 1993-94.
Ses blessures l'obligèrent à interrompre sa carrière en 1996. Son numéro 8 fut le 10e retiré par les Bruins de Boston.
Neely fut intronisé au temple de la renommée du hockey en 2005.
Le 25 septembre 2007, il fut nommé vice-président des Bruins. Puis après avoir tenu ce rôle durant trois années, il obtient le 17 juin 2010 le poste de président du club.

## Statistiques
Pour les significations des abréviations, voir Statistiques du hockey sur glace.
| Saison     | Équipe                   | Ligue      |     | Saison régulière | Saison régulière | Saison régulière | Saison régulière | Saison régulière |    | Séries éliminatoires | Séries éliminatoires | Séries éliminatoires | Séries éliminatoires | Séries éliminatoires |
| Saison     | Équipe                   | Ligue      | PJ  | B                | A                | Pts              | Pun              | PJ               | B  | A                    | Pts                  | Pun                  |                      |                      |
| 1982-1983  | Winter Hawks de Portland | LHOu       | 72  | 56               | 64               | 120              | 130              | 14               | 9  | 11                   | 20                   | 17                   |                      |                      |
| 1983-1984  | Winter Hawks de Portland | LHOu       | 19  | 8                | 18               | 26               | 29               | --               | -- | --                   | --                   | --                   |                      |                      |
| 1983-1984  | Canucks de Vancouver     | LNH        | 56  | 16               | 15               | 31               | 57               | 4                | 2  | 0                    | 2                    | 2                    |                      |                      |
| 1984-1985  | Canucks de Vancouver     | LNH        | 72  | 21               | 18               | 39               | 137              | --               | -- | --                   | --                   | --                   |                      |                      |
| 1985-1986  | Canucks de Vancouver     | LNH        | 73  | 14               | 20               | 34               | 126              | 3                | 0  | 0                    | 0                    | 6                    |                      |                      |
| 1986-1987  | Bruins de Boston         | LNH        | 75  | 36               | 36               | 72               | 143              | 4                | 5  | 1                    | 6                    | 8                    |                      |                      |
| 1987-1988  | Bruins de Boston         | LNH        | 69  | 42               | 27               | 69               | 175              | 23               | 9  | 8                    | 17                   | 51                   |                      |                      |
| 1988-1989  | Bruins de Boston         | LNH        | 74  | 37               | 38               | 75               | 190              | 10               | 7  | 2                    | 9                    | 8                    |                      |                      |
| 1989-1990  | Bruins de Boston         | LNH        | 76  | 55               | 37               | 92               | 117              | 21               | 12 | 16                   | 28                   | 51                   |                      |                      |
| 1990-1991  | Bruins de Boston         | LNH        | 69  | 51               | 40               | 91               | 98               | 19               | 16 | 4                    | 20                   | 36                   |                      |                      |
| 1991-1992  | Bruins de Boston         | LNH        | 9   | 9                | 3                | 12               | 16               | --               | -- | --                   | --                   | --                   |                      |                      |
| 1992-1993  | Bruins de Boston         | LNH        | 13  | 11               | 7                | 18               | 25               | 4                | 4  | 1                    | 5                    | 4                    |                      |                      |
| 1993-1994  | Bruins de Boston         | LNH        | 49  | 50               | 24               | 74               | 54               | --               | -- | --                   | --                   | --                   |                      |                      |
| 1994-1995  | Bruins de Boston         | LNH        | 42  | 27               | 14               | 41               | 72               | 5                | 2  | 0                    | 2                    | 2                    |                      |                      |
| 1995-1996  | Bruins de Boston         | LNH        | 49  | 26               | 20               | 46               | 31               | --               | -- | --                   | --                   | --                   |                      |                      |
| Totaux LNH | Totaux LNH               | Totaux LNH | 726 | 395              | 299              | 694              | 1241             | 93               | 57 | 32                   | 89                   | 168                  |                      |                      |

## Filmographie
- 1994 : Dumb and Dumber de Peter et Bobby Farrelly : Sea Bass/ VF :Gaspard
- 2000 : Fous d'Irène (Me, Myself & Irene) de Peter et Bobby Farrelly : agent Sea Bass
- 2001 : Escrocs (What's the Worst That Could Happen?) de Sam Weisman : Jerry
- 2003 : Deux en un de Peter et Bobby Farrelly : un joueur de hockey
- 2004-2005 : Rescue Me : Les Héros du 11 septembre (Rescue Me) - 2 épisodes : Mungo
- 2014 : Dumb and Dumber De (Dumb and Dumber To) de Peter et Bobby Farrelly : Sea Bass / VF :Gaspard
- 2025 : A first look at the Bruins new jersey : Lui-même (court-métrage)